# Незабудька Людмили
Незабудька Людмили (Myosotis ludomilae) — вид квіткових рослин родини шорстколистих (Boraginaceae).

## Біоморфологічна характеристика
Це багаторічна рослина 10–30 см заввишки. Чашечка 2–3 мм, при плодах до 5–6 мм завдовжки, при основі майже повністю без гачкуватих волосків. Віночок темно-блакитний, 6–9.5 мм у діаметрі. Горішки до 2.5 мм завдовжки і 2 мм завширшки.

## Поширення
Ендемік України.
В Україні вид зростає на крейдяних та вапнякових оголеннях — зрідка у західному Лісостепу (Тернопільська обл., Кременецький р-н, села Жолоба, Веселівка, м. Страхова; Шумський р-н, с. Сураж).